# Rotterdam Trojans 2000
Questa voce raccoglie le informazioni riguardanti i Rotterdam Trojans nelle competizioni ufficiali della stagione 2000.

## BeNeLux Big Five Division 2000

### Stagione regolare
| Anversa 27 febbraio 2000, ore 14:00 1ª giornata | Antwerp Diamonds | 6 – 32 referto | Rotterdam Trojans |  |

| Rotterdam 5 marzo 2000, ore 14:00 2ª giornata | Rotterdam Trojans | 35 – 8 referto | Brussels Angels |  |

| Tournai 9 aprile 2000, ore 14:00 5ª giornata | Tournai Cardinals | - – - (annullata) referto | Rotterdam Trojans |  |

| Rotterdam 16 aprile 2000, ore 14:00 6ª giornata | Rotterdam Trojans | 50 – 0 (a tavolino) referto | Tournai Cardinals |  |

| Rotterdam 23 aprile 2000, ore 15:00 7ª giornata | Rotterdam Trojans | 20 – 0 referto | Antwerp Diamonds |  |

| Charleroi 30 aprile 2000, ore 13:00 8ª giornata | Brussels Angels | 12 – 18 referto | Rotterdam Trojans |  |

### Playoff
| Arnhem 4 giugno 2000, ore 14:00 Benelux Bowl | Rotterdam Trojans | 18 – 15 referto | Antwerp Diamonds |  |

## Statistiche di squadra
| Competizione            | %Vittorie | In casa | In casa | In casa | In casa | In casa | In casa | In trasferta | In trasferta | In trasferta | In trasferta | In trasferta | In trasferta | Totale | Totale | Totale | Totale | Totale | Totale |
| Competizione            | %Vittorie | G       | V       | N       | P       | Pf      | Ps      | G            | V            | N            | P            | Pf           | Ps           | G      | V      | N      | P      | Pf     | Ps     |
| ----------------------- | --------- | ------- | ------- | ------- | ------- | ------- | ------- | ------------ | ------------ | ------------ | ------------ | ------------ | ------------ | ------ | ------ | ------ | ------ | ------ | ------ |
| BFD - Stagione regolare | 1.000     | 3       | 3       | 0       | 0       | 105     | 8       | 2            | 2            | 0            | 0            | 50           | 18           | 5      | 5      | 0      | 0      | 155    | 26     |
| BFD - Playoff           | 1.000     | 1       | 1       | 0       | 0       | 18      | 15      | 0            | 0            | 0            | 0            | 0            | 0            | 1      | 1      | 0      | 0      | 18     | 15     |
| Totale                  | 1.000     | 4       | 4       | 0       | 0       | 123     | 23      | 2            | 2            | 0            | 0            | 50           | 18           | 6      | 6      | 0      | 0      | 173    | 41     |